# Городской голова

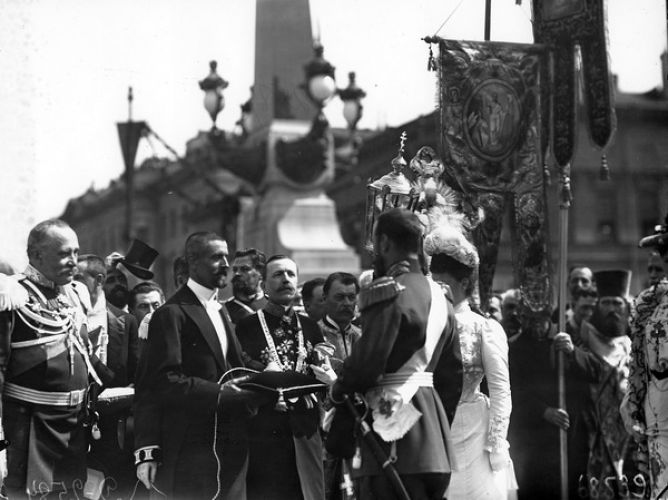
Петербургский городской голова П. И. Лелянов подносит императору Николаю II на красной бархатной подушке кнопку, соединённую электрическим проводом с разводным механизмом Троицкого моста в день его открытия 16 мая 1903 года.

Городской голова (устар. Градской глава) — выборная должность в Российской империи, доверенное лицо горожан, представлявшее их интересы перед государственными учреждениями, глава городского самоуправления.
Должность учреждена императрицей Екатериной II в 1766 году. Нахождение в должности головы называется «головством». Должность упразднена после Октябрьской революции 1917 года.

## История должности

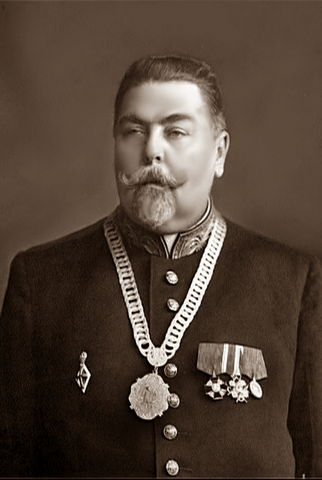
Екатеринодарский городской голова М. Д. Сквориков, с надетым должностным знаком.

Должность городского головы введена манифестом императрицы Екатерины II от 14(25) декабря 1766 года («Об учреждении Комиссии для сочинения проекта нового Уложения»), предусматривавшим проведение в городах выборов депутатов в Комиссию и составление наказа от жителей города. Организатором выборов должен был стать городской голова, избираемый сроком на 2 года из мужчин старше 30 лет, имевших в городе недвижимость, ремесло или торг. В выборах участвовали все жители города. В 1768 году вышел указ о новых выборах городского головы. С 1771 года должность городского головы, утратившая связь с выборами в Комиссию, приобрела постоянный характер, городской голова стал избираться регулярно раз в 2 года. С 1775 года возглавлял Сиротский суд.
По Городовым положениям 1862 года и 1870 года, городской голова избирался городской думой на 4 года из двух кандидатов (от лиц всех сословий, достигших 30 лет и владевших собственностью на сумму не менее 15000 рублей) и утверждался императором.
В 1871 году были установлены специальные должностные знаки для лиц, служащих по городскому общественному управлению, в том числе и для должности городского головы. Лицо, исполнявшее должность, было обязано носить присвоенные ему должностные знаки как при отправлении своих служебных обязанностей, так и в торжественных случаях.
По Высочайше утверждённому 11 июня 1892 года Городовому положению, главным органом городского общественного управления оставалась городская дума, избиравшаяся лицами (физическими и юридическими), обличенными избирательным правом. Исполнительным органом городского общественного управления являлась городская управа, состоявшая, под председательством городского головы, из нескольких членов (в Петербурге, Москве, Одессе и Риге в состав управы входил, сверх того, товарищ городского головы). По Положению 1892 года городские головы в Петербурге и Москве назначались Высочайшею властью по представлению министра внутренних дел (прежде городской голова всегда и везде избирался городской думой); столичным думам предоставлялось только право избирать двух кандидатов на эту должность. В остальных городах городские головы избирались, как и прежде, думами, равно как и товарищ городского головы, члены управы и городской секретарь (то есть секретарь думы), с последующим административным утверждением.
Был подведомствен генерал-губернатору. По должности городской голова относился к следующим классам: в столицах — к IV, в губернских городах — к VI, в остальных городах — к VIII.
Должность городского головы упразднена вместе с городской думой через несколько месяцев после Октябрьской революции 1917 года. Последним российским столичным городским головой 30 ноября 1917 года был избран М. И. Калинин, занимавший эту должность вплоть до её упразднения декретом Петросовета в августе 1918 года.
С 1992 года так официально называется должность главы (мэра) Калуги.

## В других странах
В наше время на Украине должность главы городского совета официально называется «городской голова».